# Laško
 Ovo je glavno značenje pojma Laško. Za slovensku pivovaru pogledajte Pivovara Laško.
 Laško (njemački:Tüffer) je grad i središte istoimene općina u središnjoj Sloveniji. 

## Zemljopis
Laško se nalazi na rijeci Savinji u pokrajini Štajerskoj i i statističkoj regiji Savinjskoj. 

## Stanovištvo
Prema popisu stanovništva iz 2002. godine Laško je imalo 3.408 stanovnika, dok je u općini Laško živjelo 13.730 stanovnika.

## Šport
- KK Laško

## Vanjske poveznice
- Stranica općine Laško
- Festival piva i cvijeća  Arhivirana inačica izvorne stranice od 13. svibnja 2008. (Wayback Machine)
- Satelitske snimke Laškog  Arhivirana inačica izvorne stranice od 29. srpnja 2017. (Wayback Machine)